# محمد أبو قديس
محمد خير أحمد محمد أبو قديس (1962 -) سياسي ووزير أردني ولد في مدينة إربد. يشغل منصب وزير التربية والتعليم ووزيرا للتعليم العالي والبحث العلمي في حكومة بشر الخصاونة منذ 7 مارس 2021. شغل سابقًا عدة مناصب أبرزها: نائب رئيس الجامعة الهاشمية، ورئيس جامعة اليرموك، وأمين عام وزارة التعليم العالي، وأخيرًا رئيس الجامعة العربية المفتوحة.

## المؤهلات العلمية
حاصل على شهادة الدكتوراه في الهندسة الميكانيكية من جامعة مينيسوتا في الولايات المتحدة الأمريكية 1990 

## المناصب
- أمين عام وزارة التعليم العالي والبحث العلمي (2007-2005) [3]
- رئيس جامعة اليرموك (2009-2007).
- نائب رئيس الجامعة الهاشمية (2004-2001).
- عميد كلية الهندسة التكنولوجية – جامعة البلقاء (2001-1999).
- عضو مجلس التعليم العالي الأردني.
- عضو لجنة تقييم رؤساء الجامعات الأردنية الرسمية.
- عضو العديد من اللجان لاختيار رؤساء الجامعات الرسمية.
- عضو لجنة إستراتيجية التعليم العالي.
- عضو مجلس إدارة العديد من الشركات.
- عضو مجلس أمناء العديد من الجامعات.
- عضو مجلس اعتماد مؤسسات التعليم العالي الأردنية
- رئيساً للعديد من المجالس واللجان.
- رئيس الجامعة العربية المفتوحة - الأردن (2010-2020)
- وزير التعليم العالي والبحث العلمي